# Charles Binet

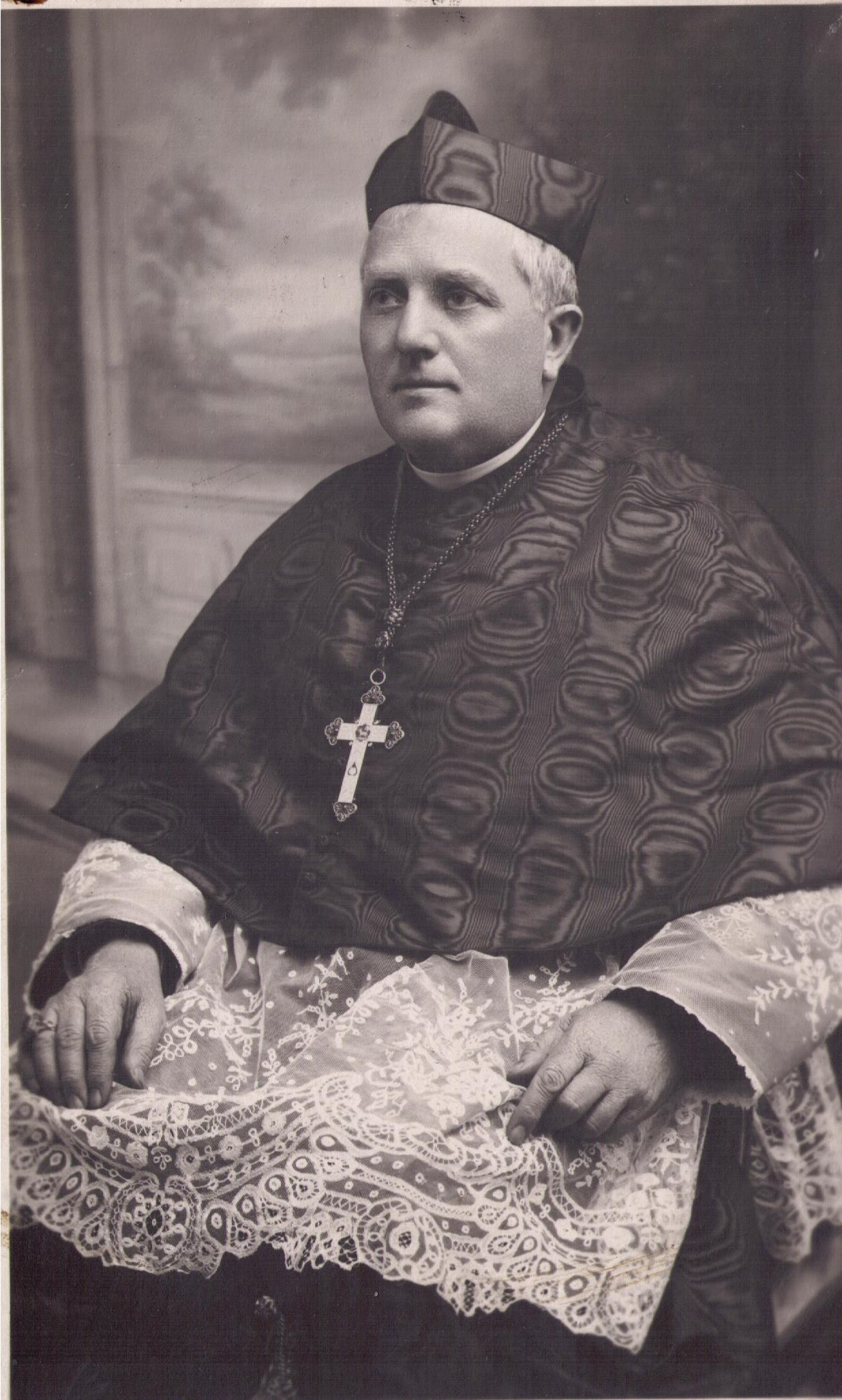
Charles Kardinal Binet (1927 oder später)

Kardinalswappen von Charles Binet

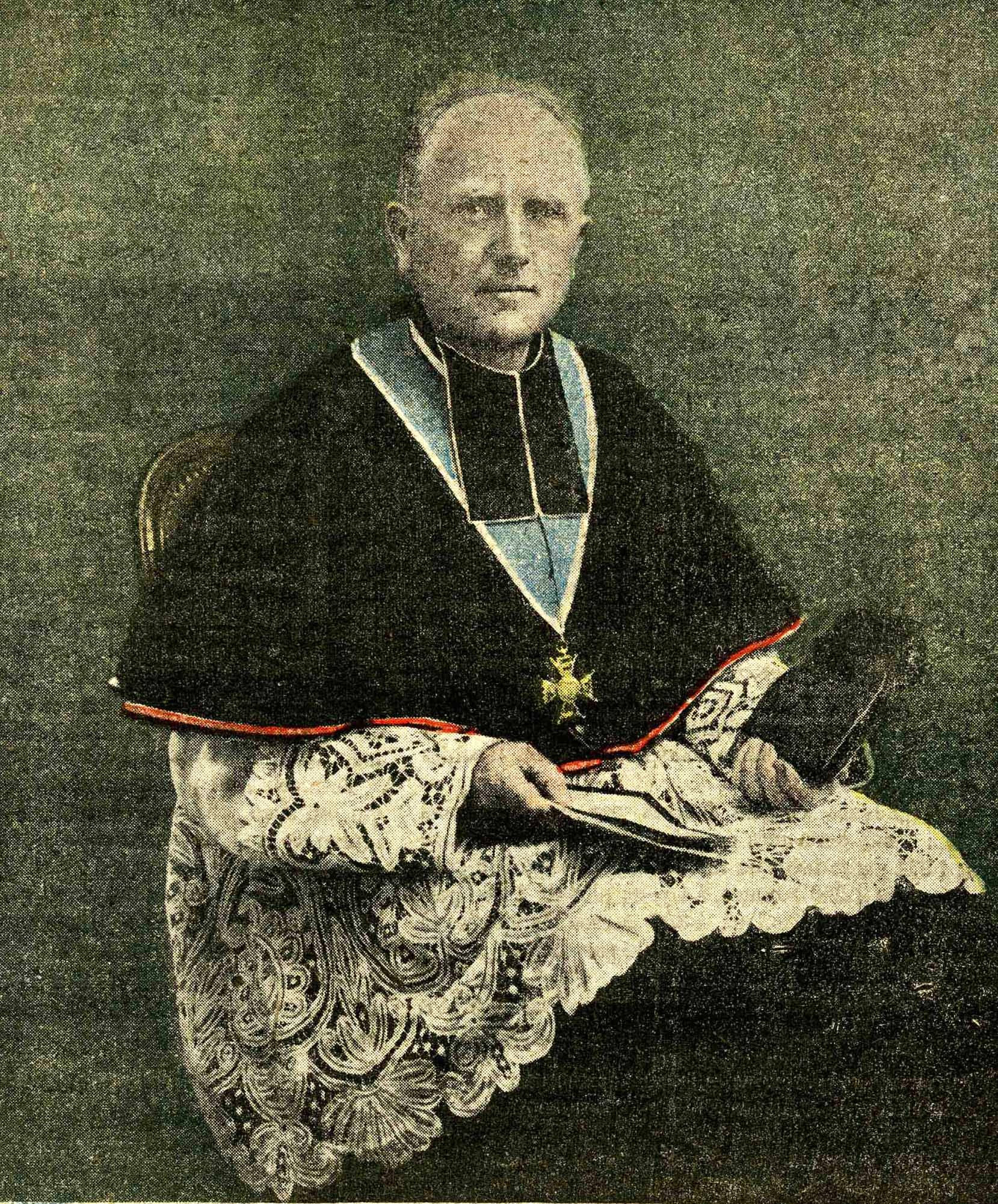
Charles Binet als Generalvikar (Foto 1920)

 Charles-Henri-Joseph Kardinal Binet  (* 8. April 1869 in Juvigny, Frankreich; † 15. Juli 1936 in Besançon) war Erzbischof von Besançon.

## Leben
Charles Binet erhielt seine philosophische und theologische Ausbildung in Paris. Er empfing am 22. Oktober 1893 das Sakrament der Priesterweihe und arbeitete anschließend als Seelsorger im Bistum Soissons. Von 1895 bis 1914 dozierte er Katholische Theologie am Priesterseminar seines Heimatbistums, das er in den Jahren 1909 bis 1914 auch als Regens leitete. Während des Ersten Weltkriegs arbeitete er als Feldgeistlicher der französischen Armee. 1919 wurde er Generalvikar und Erzdiakon der Diözese Laon.
Charles Binet wurde am 16. Juni 1920 von Papst Benedikt XV. zum Bischof von Soissons ernannt. Die Bischofsweihe empfing Charles Binet am 24. August 1920 durch den Erzbischof von Reims, Louis Kardinal Luçon. Im Oktober des Jahres 1927 ernannte ihn Papst Pius XI. zum Erzbischof von Besançon, im Dezember des gleichen Jahres nahm er ihn als Kardinalpriester mit der Titelkirche Santa Prisca in das Kardinalskollegium auf. 
Charles Binet starb am 15. Juli 1936 in Besançon und wurde in der dortigen Kathedrale St-Jean bestattet.

## Apostolische Sukzession
Die Apostolische Sukzession von Kardinal Binet ist bis Kardinal Scipione Rebiba dokumentiert: 
- Kardinal Louis-Henri-Joseph Luçon
- Bischof Charles-Émile Freppel
- Kardinal François-Auguste-Ferdinand Donnet
- Bischof Charles-Auguste-Marie-Joseph de Forbin-Janson
- Kardinal Gustav Maximilian von Croÿ
- Erzbischof Jean-Charles de Coucy
- Kardinal Antonio Dugnani
- Kardinal Carlo Rezzonico
- Kardinal Giovanni Francesco Albani
- Clemens XIII.
- Benedikt XIV.
- Benedikt XIII.
- Kardinal Paluzzo Paluzzi Altieri degli Albertoni
- Kardinal Ulderico Carpegna
- Kardinal Luigi Caetani
- Kardinal Ludovico Ludovisi
- Erzbischof Galeazzo Sanvitale
- Kardinal Girolamo Bernerio, O.P.
- Kardinal Giulio Antonio Santorio
- Kardinal Scipione Rebiba